# 新海人工溼地

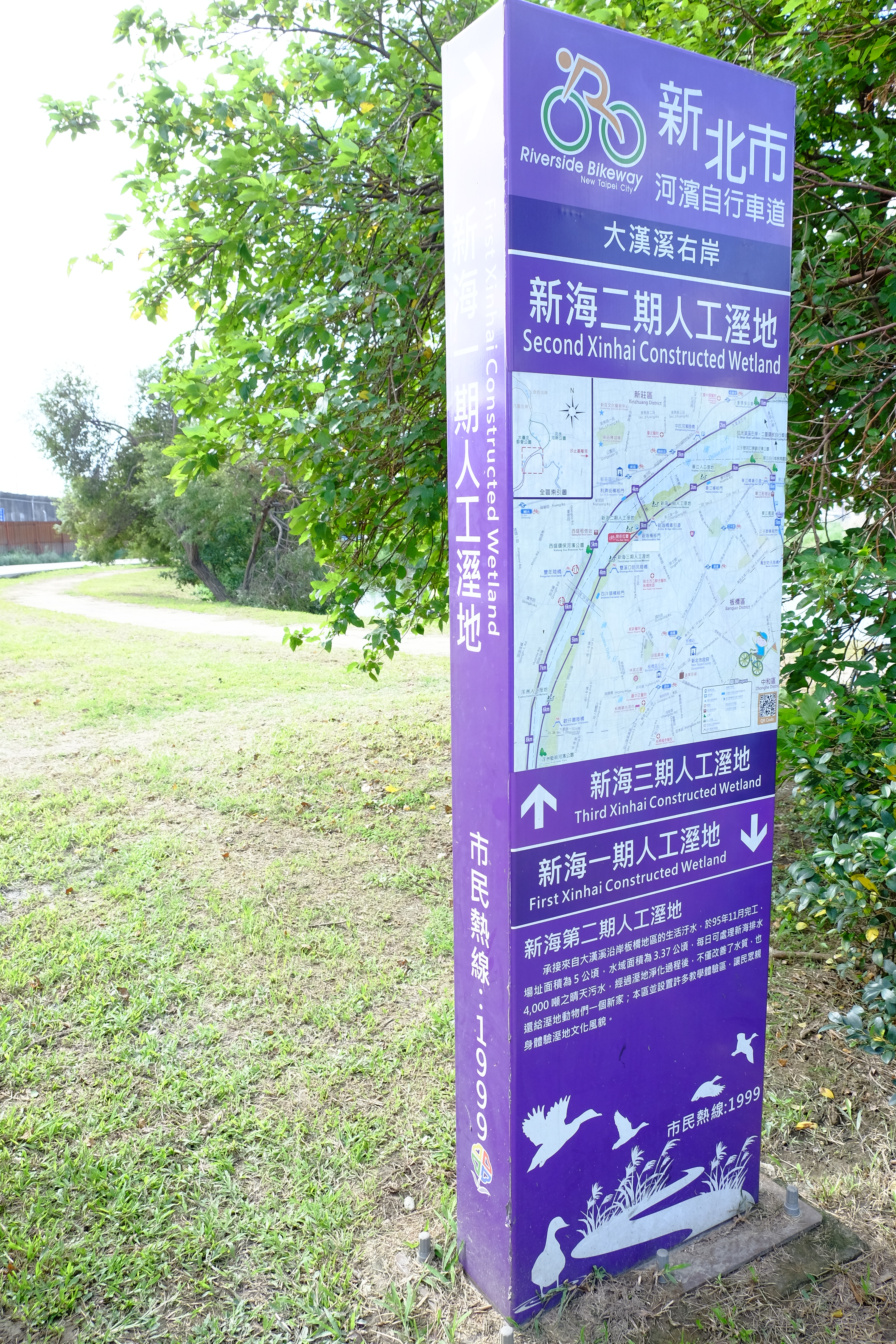
新海二期人工溼地

新海人工溼地位於台灣新北市板橋區大漢溪新海橋至大漢橋間，屬大漢溪生態廊道，2003年起開始以人工方式建置溼地，進行大漢溪的水質淨化工程。

## 概要
因板橋區衛生下水道系統接管率低，由新海抽水站承接板橋地區生活污水直接流入大漢溪。新海人工溼地是利用大漢溪畔13公頃的高灘溼地進行自然生態淨化工程，改善大漢溪的水質。

### 工程範圍
北由新莊堤防開始，向南發展至板橋堤防，東由大漢橋起，西止於塔寮坑溪，最後大漢溪於江子翠與新店溪交匯流入淡水河。

### 新海一期人工溼地
新海一期人工溼地，位於新海橋至大漢橋間右岸低灘地，於2003年由新海橋東側大漢溪下流低灘處開始構築溼地污水排水示範場，每日淨水量約2200CMD(立方米/每天)。場址面積原設計為８公頃，目前總面積達11公頃。不同處理區間以重力引水，汙水開始以初沉池沉降固態物在流入第一密植區，主要種植大安水蓑衣、蘆葦、香蒲。在培養硝化菌為優勢菌種，在開放水域進行硝化作用，然後導入第二密植區進行脫硝作用。以長逹6天的停留時間，經污水中的有機物質、懸浮固體及高含氮量透過三段式人工溼地削減污染，改善大漢溪水質。
新海一期人工溼地，平均水溫介於攝氏18.7至30.3度之間，主要受日照強度的影響。處理單元區水質pH值介於7.8至7.9之間，放流水池之水質pH值介於6.7至10.3之間，放流水溶氧處於過飽和狀態，乃因藻類及水生植物光合作用旺盛所致。

### 新海二期人工溼地
新海二期人工溼地在2005年時由台北縣政府於新海橋西側接續進行的擴建工程，位於大漢溪新海橋上游右岸高灘地。場址面積約有5公頃，2006年11月開始運作，每日約可處理新海抽水站約４,000 立方公尺生活污水。處理單元區依序為初沉池、第一密植區、開放水域、第二密植區、生態池。
新海二期人工溼地，平均水溫介於攝氏19.2至30.3度之間，處理單元區水質pH值介於6.7至8.8之間，出水口pH平均值為7.5，出水口平均溶氧值為6.0mg/L。
新海一期與二期人工溼地，差異僅在面積大小與設計水力停留時間之不同，而研究發現新海二期人工溼地比第一期對烷基苯酚化合物，有更良好的去除效率。

### 新海第三期人工濕地
位於新海第二期人工濕地上游右岸低灘地，並採淺水域型態的設計，利用水田型態的濕地進行水質淨化。2010年4月完工，場址面積為6.5公頃，水域面積為4.13公頃(不含初沉池)，每日淨水量約5000CMD(立方米/每天)，水力停留時間為3.16日。

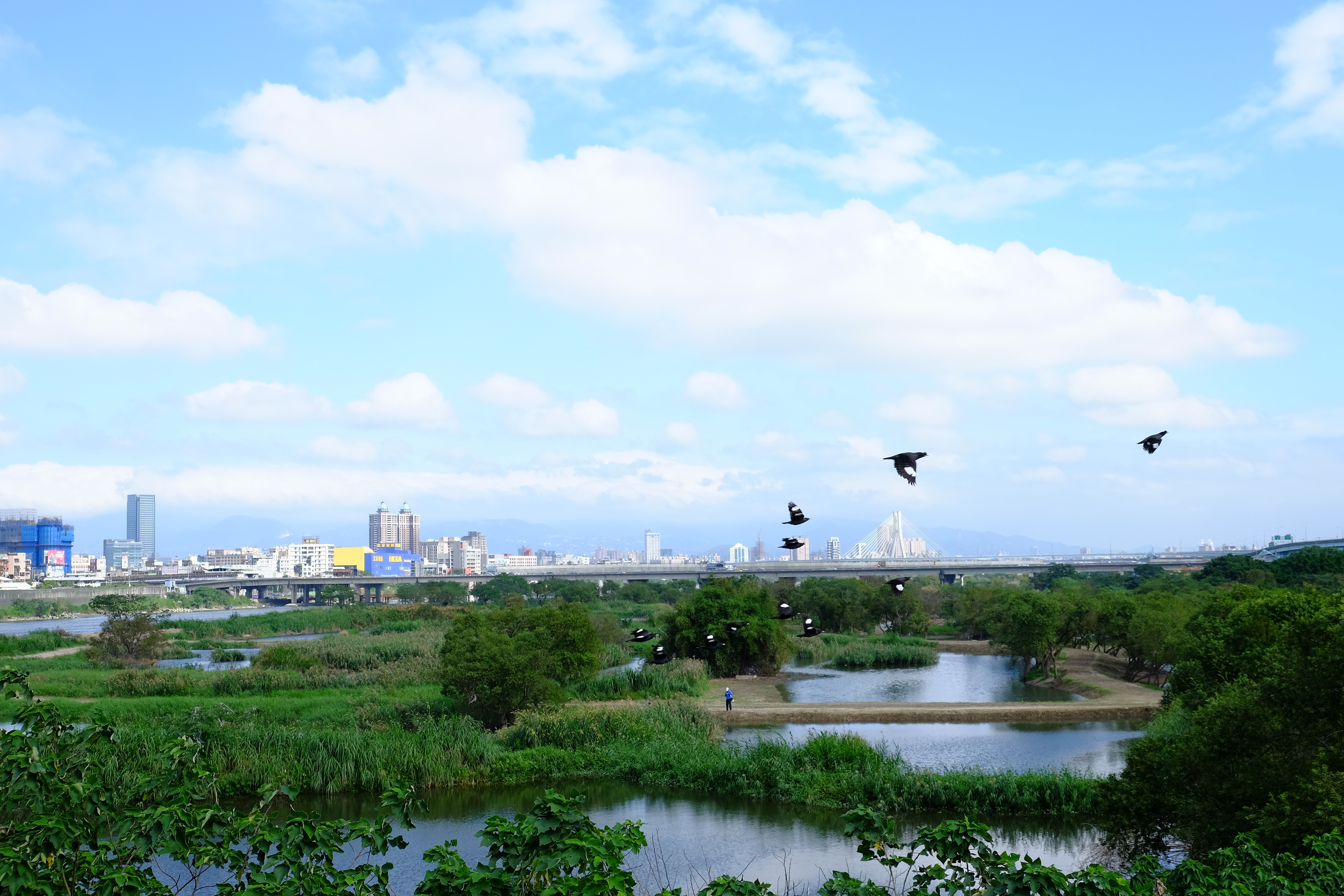
新海一期人工溼地vs大漢橋
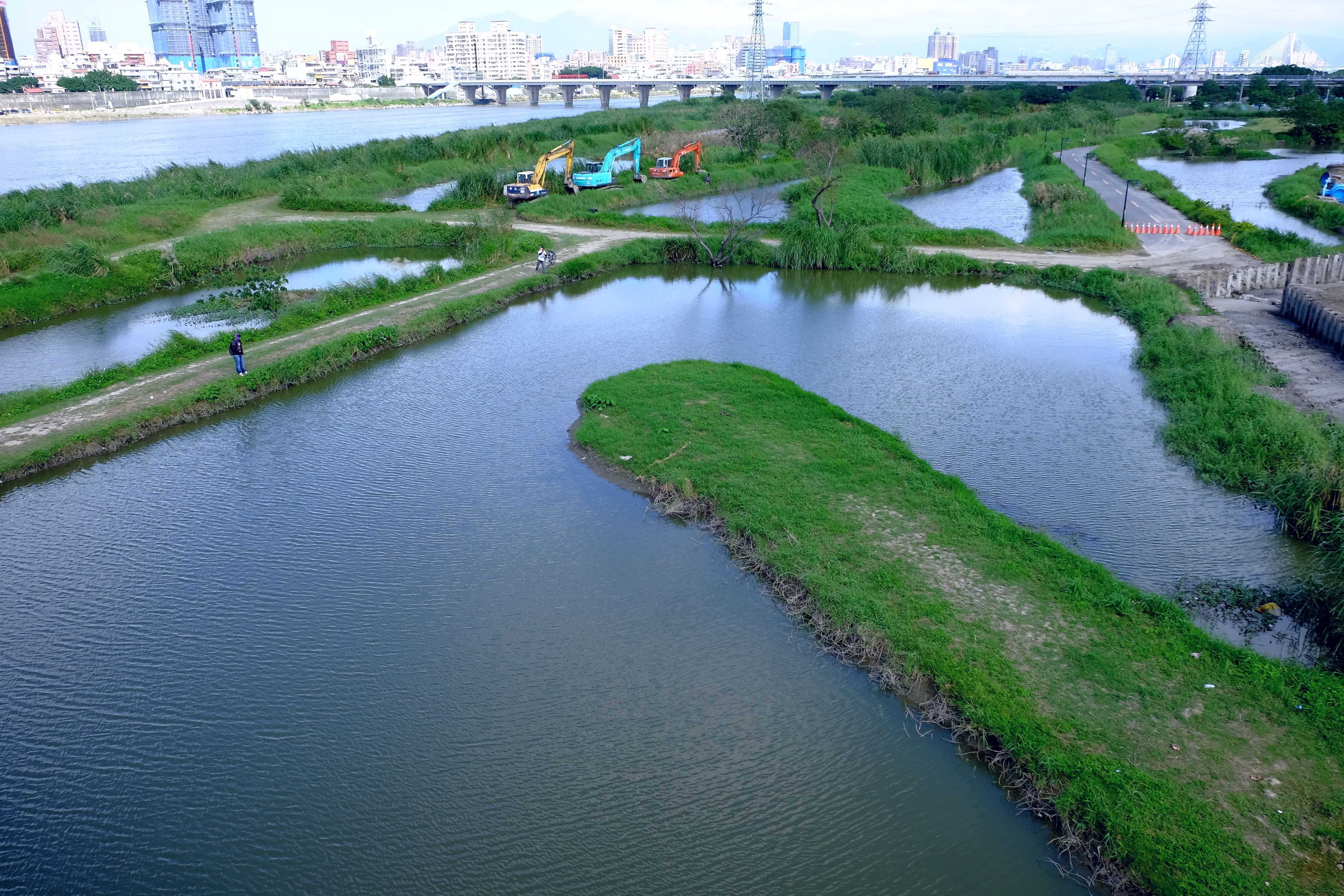
新海二期人工溼地vs新海橋
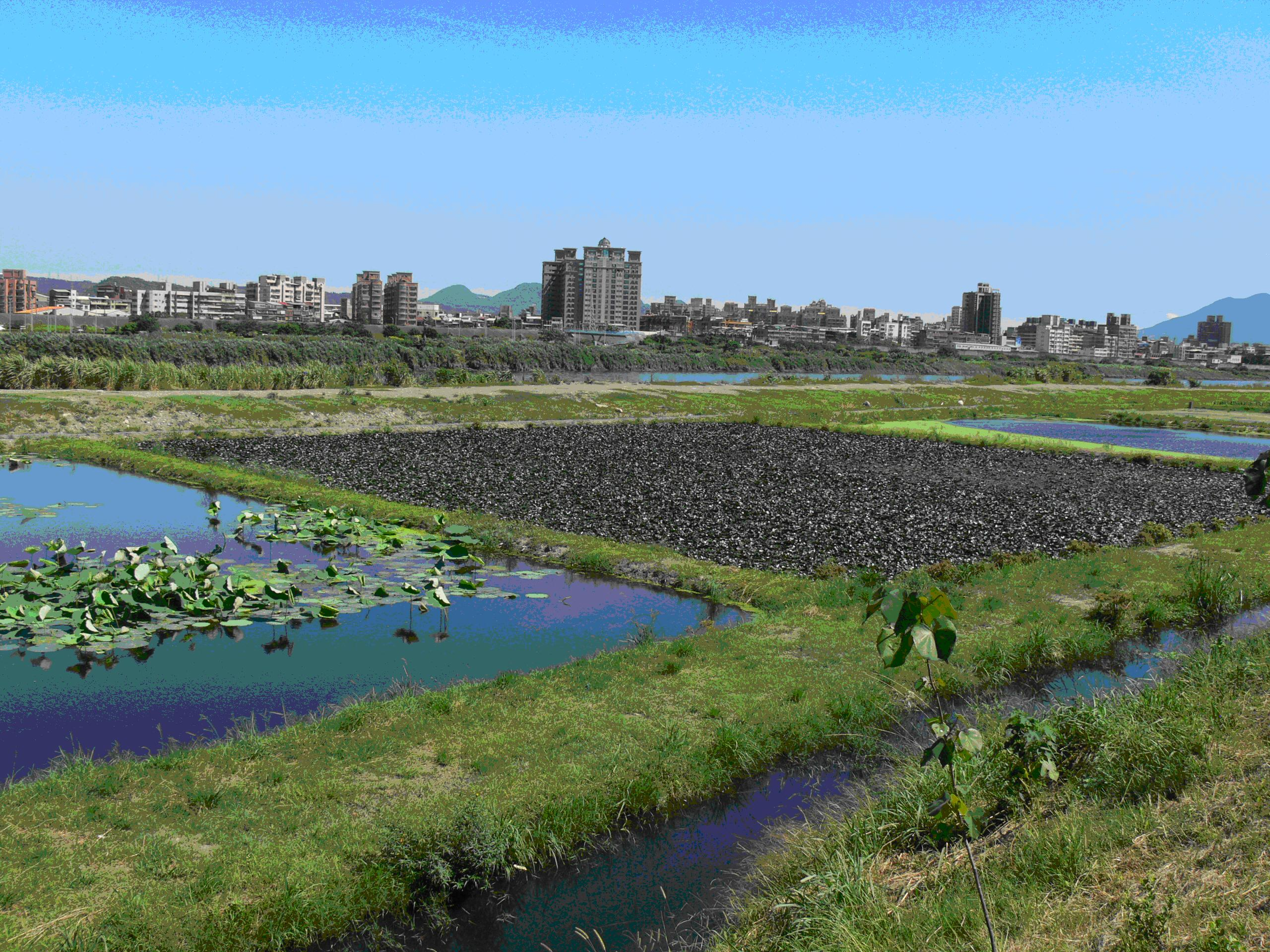
新海人工溼地

## 外部連結
- 新北市政府高灘地工程管理處《新海一期人工溼地》
- （繁體中文）人工溼地 去除污染 活絡生態[永久]
- （繁體中文）國家重要濕地
- （繁體中文）5處人工溼地 記錄45種鳥類[永久]
- （繁體中文）浴「水」重生的『新海人工溼地』[永久]